# Leszek Kołodziejczyk
Leszek Aleksander Kołodziejczyk (24 października 1978) – polski logik i matematyk, doktor habilitowany nauk matematycznych. Specjalizuje się w logice matematycznej. Adiunkt w Instytucie Matematyki Wydziału Matematyki, Informatyki i Mechaniki Uniwersytetu Warszawskiego (Zakład Logiki Matematycznej). 

## Życie i twórczość
Studia matematyczne ukończył na Uniwersytecie Warszawskim (2004). Stopień doktorski z filozofii uzyskał na Wydziale Filozofii i Socjologii UW w 2005 na podstawie pracy pt. Truth Definitions and Higher Order Logics in Finite Models, przygotowanej pod kierunkiem prof. Marcina Mostowskiego. Habilitował się już na Wydziale Matematyki, Informatyki i Mechaniki UW w zakresie matematyki w 2014 na podstawie oceny dorobku naukowego i rozprawy pt. Model-theoretic proofs of unprovability theorems in bounded arithmetic.
Swoje prace publikował w takich czasopismach jak m.in. „Annals of Pure and Applied Logic”, „Journal of Symbolic Logic”, „Transactions of the Amaerican Mathematical Society”, „Fundamenta Mathematicae”, „Mathematical Logic Quarterly” oraz „Archive for Mathematical Logic”.